# 胡仁源
胡 仁源（こ じんげん）は清末民初の政治家・工学者・教育者・翻訳家。北京政府で教育総長となった。字は次珊。

## 事跡
1902年（光緒28年）、壬寅科挙人となる。公立京師大学堂を卒業後に海外留学し、仙台高等学校とイギリスの「テールモ大学」を卒業した。帰国後は、京師大学堂文科学長に就任する。さらに上海江南船塢工廠副総理をつとめた。
中華民国成立後の1913年（民国2年）、北京大学予科学長兼工科学長となる。翌年、北京大学校長署理となり、1918年（民国7年）までその地位にあった。1924年（民国13年）、国立北京交通大学教務長に就任する。1926年（民国15年）3月、北京政府の賈徳耀内閣・胡惟徳臨時内閣において教育総長をつとめた。同年5月、辞任し、国立浙江大学工学院教授に転じた。
著書に『投影幾何』（1935年）、『造船』（1933年）があり、また、シラーの『ヴァレンシュタイン』（1931年）やカントの『純粋理性批判』（1929年）、ゲーテの『エグモント』、バーナード・ショーの『聖女ジョウン（ジャンヌ・ダルク）』（1935年）を中国語訳した。これらの著作・翻訳は、いずれも商務印書館から刊行されている。
1942年（民国31年）、病没。享年60。

## 注
1. ↑  橋川編、271頁などの文献に記載が見られるが、実際にいかなる大学を指すのかは不詳。